# OBN
Az OBN, az Open Broadcast Network egy televíziós csatorna Bosznia-Hercegovinában. Eredetileg 1996-ban, a polgárháború befejezése után indult a a nemzetközi közösség bosznia-hercegovinai főképviselőjének hivatala (OHR) kezdeményezésére, hogy alternatívát kínáljon a meglévő nacionalista csatornákkal szemben. Az általános hírekre irányult, és a nemzetközi tulajdonosok körülbelül 20 millió dollárt fektettek be semleges televíziós csatornaként történő fejlesztésébe.
Az állomás 2000-ben került magántulajdonba, amikor Ivan Ćaleta horvát üzletember, a Nova TV korábbi tulajdonosa megvásárolta. A Chellomedia később 85%-os részesedést vásárolt a televízióban. Ćaleta 2019 novemberében visszavásárolta az AMC Networks International 85%-os részesedését a tévécsatornában, így ismét a csatorna egyedüli tulajdonosa lett.

## Programok

### Teleregények / sorozatok 2019 októbere óta
| Eredeti név                   | Bosnyák fordítás | Eredet      |
| ----------------------------- | ---------------- | ----------- |
| Elif                          | Elif             | Törökország |
| Yaralı Kuşlar                 | Ranjene ptice    | Törökország |
| Cennet'in Gözyaşları          | Dženet           | Törökország |
| Dila Hanım                    | Dila             | Törökország |
| Öyle Bir Geçer Zaman Ki       | Ali              | Törökország |
| Kuzey Güney                   | Dolina suza      | Törökország |
| Kınalı Kar                    | Nazar            | Törökország |
| Bütün Çocuklarım              | Sva moja djeca   | Törökország |
| Nemoj da zvocaš               | Nemoj da zvocaš  | Szerbia     |
| Shakti - Astitva Ke Ehsaas Ki | Sestre           | India       |

## Logók
1996-tól ennek a boszniai televíziós csatornának három különböző logója volt. A csatorna első logója 1996-tól 1999-ig, a második logó 1999-től 2005-ig, a harmadik és jelenlegi logó 2005-től használatos.